# Issanlas
Issanlas – miejscowość i gmina we Francji, w regionie Owernia-Rodan-Alpy, w departamencie Ardèche.
Według danych na rok 1999 gminę zamieszkiwało 129 osób, a gęstość zaludnienia wynosiła 4 osoby/km² (wśród 2880 gmin regionu Rodan-Alpy Issanlas plasuje się na 1472. miejscu pod względem liczby ludności, natomiast pod względem powierzchni na miejscu 219.).